# Beure
Beure – miejscowość i gmina we Francji, w regionie Burgundia-Franche-Comté, w departamencie Doubs.
Według danych na rok 1990 gminę zamieszkiwało 1188 osób, a gęstość zaludnienia wynosiła 298 osób/km² (wśród 1786 gmin Franche-Comté Beure plasuje się na 136. miejscu pod względem liczby ludności, natomiast pod względem powierzchni na miejscu 886.).